# Kocaeli
Prowincja Kocaeli (tur. Kocaeli ili) – jednostka administracyjna w zachodniej Turcji (Region Marmara – Marmara Bölgesi). Zajmuje wschodnią część Półwyspu Kocaeli, znajdującego się pomiędzy Morzem Marmara a Morzem Czarnym, po azjatyckiej stronie Bosforu.

## Dystrykty

Dystrykty w prowincji Kocaeli

Prowincja Kocaeli dzieli się na dwanaście dystryktów:
- Derince
- Gebze
- Gölcük
- İzmit
- Kandıra
- Karamürsel
- Körfez
- Kartepe
- Başiskele
- Çayırova
- Dilovası
- Darıca